# Мухамед I од Кордобе
Мухамед I (арап. محمد; Кордоба, 823 — Кордоба, 886) био је емир Кордобе (852—886). Његова владавина означава почетак процеса фрагментације Кордопског емирата. Територијалну целовитост Емирата повратио је тек Абдурахман III.

## Биографија
Мухамед се родио 823. године у Кордоби као један од бројних синова кордопског емира Абдурахмана II, кога је наследио на престолу 852. године. Владавину су му обележили бројни сукоби на спољном и унутрашњем плану. На спољном плану емират су угрожавали хришћанске краљевине Астурија и Памплона и муслимански одметници Бану Каси. Бану Каси су се у том тренутку налазили на врхунцу моћи обухватајући Сарагосу, Туделу и Уеску, а њихов владар Муса II прогласио се за трећег краља Шпаније (иза Мухамеда и краља Астурије), изазивајући поштовање или страх код својих суседа. На унутрашњем плану политичке и верске несугласице озбиљно су ослабиле централну власт Кордобе.
Од самог доласка на власт, Мухамед је морао да се суочи са побуном у Толеду, коју су подржали Астурија, Памплона и Бану Каси. Емир је успео да победи њихове удружене снаге код Гвадаласете 852. годне, али не и да угуши побуну. Прве године Мухамедове владавине такође су обележила погубљења непослушних хришћана, који су касније постали познати као Кордопски мученици. Између 858. и 860. године викиншки бродови су непрекидно пљачкали јужне и источне обале Пиринејског полуострва.
Године 860. Мухамед је заробио Фортуна, сина Гарсије Ињигеза, краља Памплоне. На тај начин је за дуже време уклонио Памплону као претњу. Ослободио је Фортуна тек после очеве смрти да би преузео власт у краљевини. Након смрти Мусе II 862. године, Мухамед је успео да надјача државу Бану Каси. Да би ослабио положај устаника у Толеду, кордопски емир је 865. године упао на територију Астурије и победио њеног краља Ордоња I. Међутим, то није имало много ефекта. Видевши да не могу одвојено да се одупру надмоћнијем противнику, Астурија и Бану Каси су обновиле свој савез и интервенција астуријског краља Алфонса III спасила је последњу од слома. Године 868. против Мухамеда се у Мериди побунио великодостојник Ибн Марван. Покушавши да га приволи на предају, емир му је дао на управу место из кога ће се касније развити Бадахоз. Међутим, Ибн Марван је остао непокоран и фактички је отцепио од централне власти западни део Ал Андалуза.
Године 873. Мухамед је био приморан на склапање споразума са побуњеницима Толеда којим им је дао фактичку независност. Једини привид емирове власти било је плаћање годишњег данка, на који су се градски господари обавезали. У знак освете за подршку његовим непријатељима, Мухамед је 878. године повео војску против Астурије, али је поражен код Полворарије. Године 880. на југоистку Ал Андалуза побунио се Омар ибн Хафсун и за дужи период отцепио ову област од Емирата.
Склопивши савез са државом Бану Каси, Мухамед је обновио непријатељства према Астурији, против које је послао свог сина Ел Мундира. Међутим, Ел Мундир је 882. и 883. године био поражен у две битке код Сељорига, после чега је између две земље закључен мир.
Мухамед је умро 886. године у Кордоби. На престолу га је наследио Ел Мундир. Имао је још једног познатог сина, Абдулаха, који је постао емир после Ел Мундирове смрти.